# Гватемальский жестовый язык
Гватемальский жестовый язык (Guatemalan Sign Language, Lensegua; исп. Lenguaje de señas guatemalteco, Lengua de señas de Guatemala) — национальный жестовый язык, который распространён среди глухих, проживающих в Гватемале. Первый словарь языка был опубликован в 2000 году.
Гватемальский жестовый язык отличается от других жестовых языков, используемых в Мексике и других испаноязычных странах, а также от юкатекского жестового языка, который используется среди народа киче, проживающего в сельских районах Гватемалы.
Многие глухие изучают гватемальский жестовый язык в подростковом возрасте или позже, после первоначального воздействия испанского или другого местоного языка. Гватемальский жестовый язык также изучают и некоторые слышащие люди, чаще всего родственники глухих.